# Villanueva de la Cañada
Villanueva de la Cañada er en by og kommune i det centrale Spanien i Madrid-regionen. Den har et indbyggertal på 23.799 (2024) indbyggere.